# 大炊御門冬信
大炊御門 冬信（おおいのみかど ふゆのぶ）は、南北朝時代の公卿。内大臣・大炊御門冬氏の子。官位は従一位・内大臣。大炊御門家10代当主。

## 経歴
正中2年（1325年）は、正四位下に叙爵してから累進し、嘉暦元年（1326年）には従三位となり公卿に達する。元徳元年（1329年）春宮大夫となるも、元弘元年（1331年）には辞職し、同年権大納言に転じる。正慶元年/元弘2年（1332年）に正二位に進むも、翌年には従二位に戻され、再び権中納言に就任した。
建武2年（1335年）には再び正二位に昇った。建武4年/延元2年（1337年）に権大納言に任じられ、暦応元年/延元3年（1338年）に再度春宮大夫となるも翌年辞す。康永2年/興国4年（1343年）左近衛大将・大納言となり、貞和元年/興国6年（1345年）には内大臣となるも翌年には辞職。貞和5年/正平4年（1349年）には従一位となった。観応元年/正平5年（1350年）に薨去。享年42。

## 系譜
- 父：大炊御門冬氏
- 母：吉田経長娘
- 妻：西園寺実衡娘
  - 男子：大炊御門宗実
- 生母不明の子女
  - 男子：大炊御門信忠
  - 男子：大炊御門冬宗